# Höörs distrikt
Höörs distrikt är ett distrikt i Höörs kommun och Skåne län. 
Distriktet ligger i och omkring Höör. 

## Tidigare administrativ tillhörighet
Distriktet inrättades 2016 och utgörs av en del av området Höörs köping omfattade till 1971, delen som före 1969 utgjorde köpingen samt Höörs socken.
Området motsvarar den omfattning Höörs församling hade vid årsskiftet 1999/2000.